# هوهنفلد (اشتاینبورگ)
هوهنفلد (به آلمانی: Hohenfelde) یک شهر در آلمان است که در اشتاینبورگ واقع شده‌است.
 هوهنفلد  ۹۵۲ نفر جمعیت دارد.